# Prioneris vollenhovii
Prioneris vollenhovii är en fjärilsart som beskrevs av Wallace 1867. Prioneris vollenhovii ingår i släktet Prioneris och familjen vitfjärilar. Inga underarter finns listade i Catalogue of Life.